# Nové Strašecí
Nové Strašecí (německy Neustraschitz, Neu Straschitz) je město v okrese Rakovník ve Středočeském kraji. Žije v něm přibližně 5 700 obyvatel.

## Dějiny

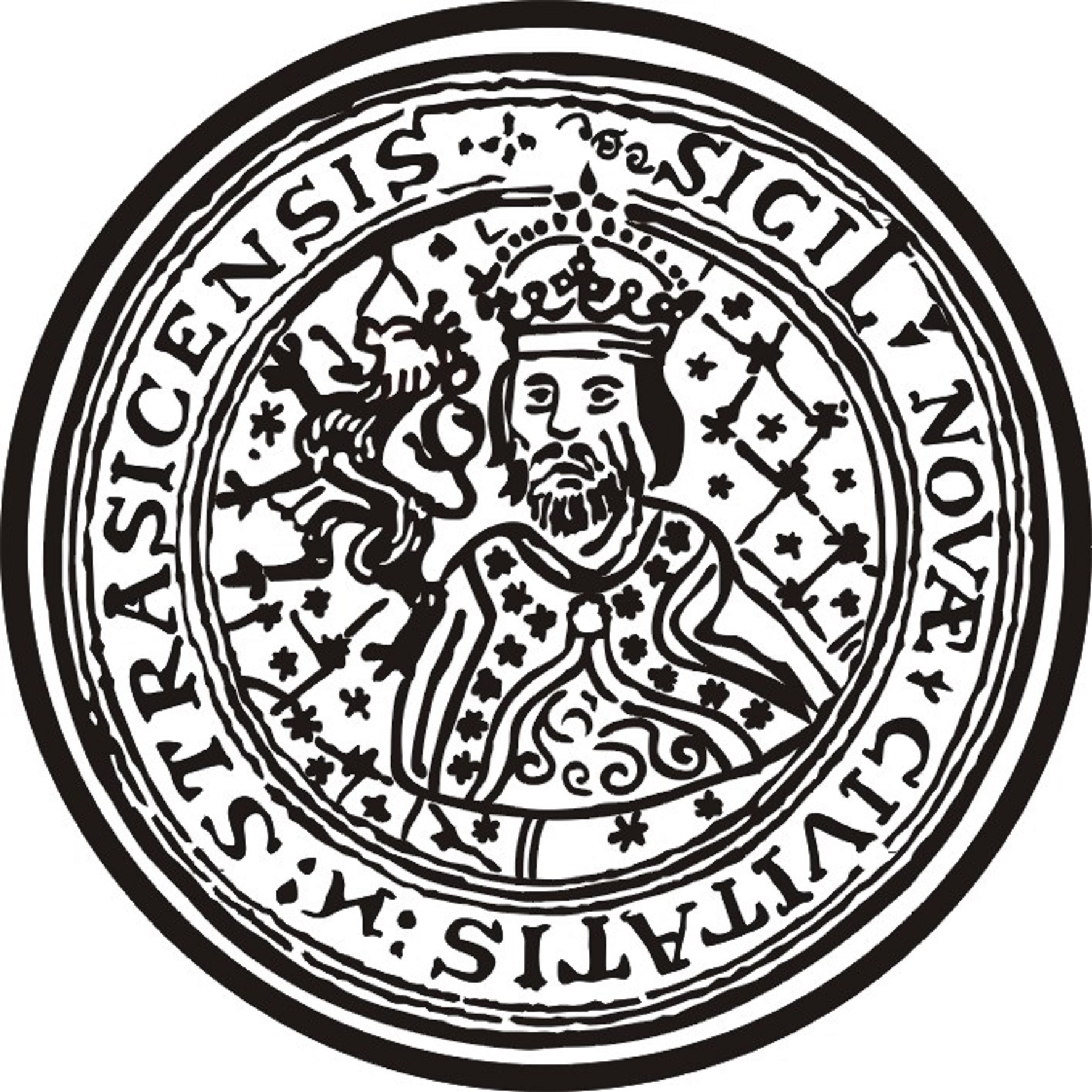
Pečeť města

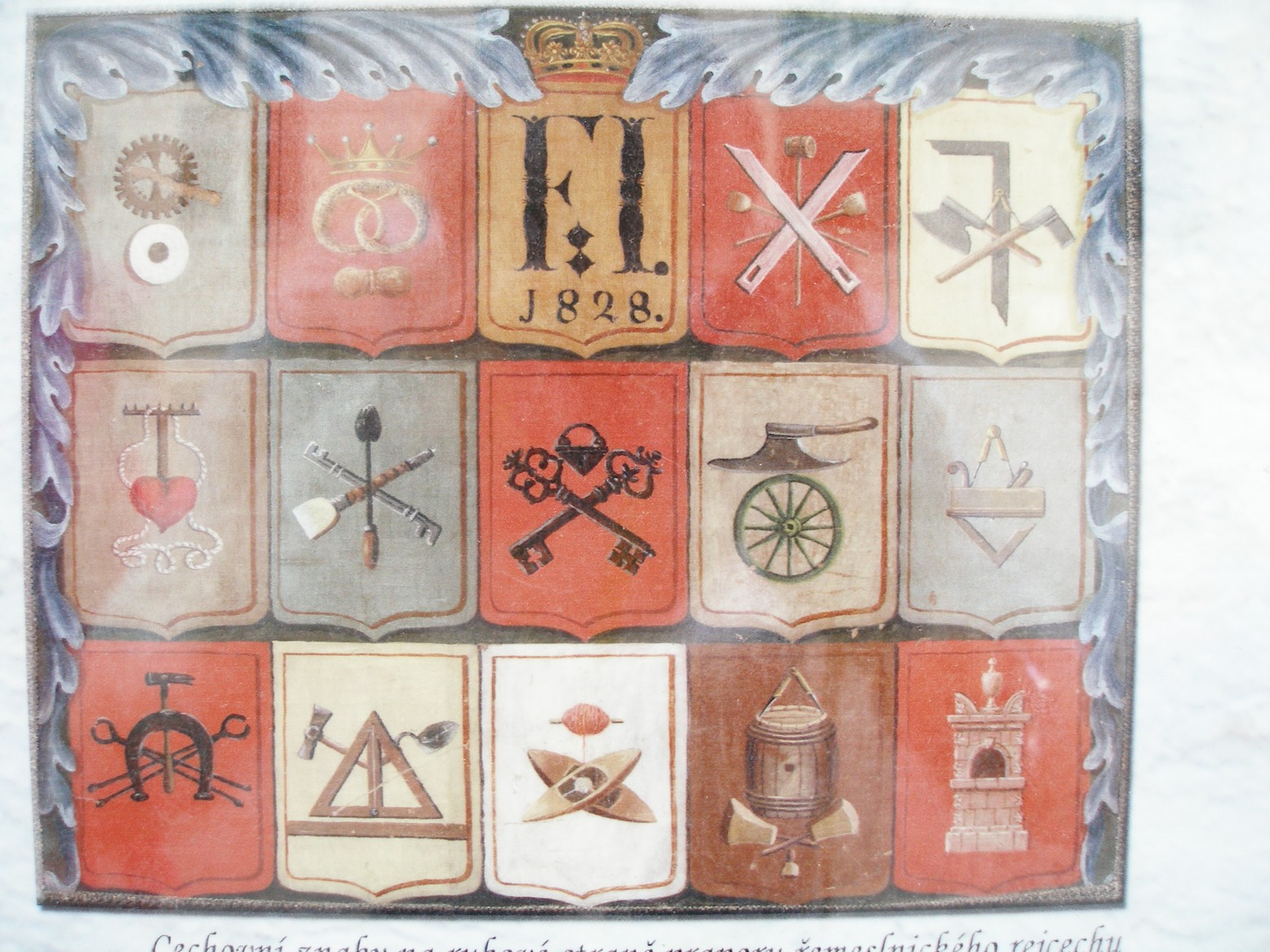
Cechy ve městě v roce 1828

Archeologické nálezy na území města poukazují na osídlení už v mladší době kamenné. Vlastní vesnice byla založena pravděpodobně v době vlády Jana Lucemburského v souvislosti s osidlováním Křivoklátska emfyteutickými sídlišti. První písemná zmínka o osadě Strašice pochází z roku 1334 a uvádí je jako součást panství hradu Křivoklát. Vznik názvu obce (původně Strašice) není zcela jasný: buď je odvozen od výrazu strach/strašit, nebo od vlastního jména Strašata.
Roku 1480 byly označeny na městečko a král Vladislav Jagellonský obnovil práva, o která městečko v předchozí době přišlo. Povolil mu týdenní trh, právo provozovat řemesla a další. V roce 1503 panovník Strašecí povýšil na město, obnovil starší privilegia a udělil mu právo pořádat dva výroční trhy. Propůjčil mu také městský znak, tvořený královou bustou, českým lvem a stříbrnou případně zlatou iniciálou „W“ v červeném poli. Od motivu znaku je odvozena také podoba městského praporu. Kolem roku 1500 získali řemeslníci a obchodníci ve městě právo svobodné činnosti. Roku 1553 bylo celé město zničeno požárem. Po požáru bylo město nově vybudováno, jeho výstavba byla dokončena pravděpodobně k počátku 17. století, a od té doby nese název Nové Strašecí.
Jádrem města bylo velké obdélné náměstí s excentricky umístěným kostelem Narození Panny Marie, jehož poloha, podobně jako široké ulice západně od náměstí, dokládají složitější urbanistický vývoj. Město bylo opevněno, ale hradby se nedochovaly, a přesto bývají za jejich pozůstatky označovány některé novodobé konstrukce. Ze sedmnáctého století pochází zmínky o válečných škodách na hradbách. Podle poznámky u prvního vojenského mapování bylo tehdy městečko obehnané špatnou a zcela zchátralou hradbou. Do města vedly tři brány: Pražská na jihovýchodě, Rakovnická na západě a Slánská či Řenčovská (Řevničovská) na severozápadě. Na severovýchodě umožňovala menší branka přístup ke Strašeckému potoku.
V roce 1610 byla založena městská kronika. Jelikož rada města byla evangelického vyznání, došlo ke sporům s pražským arcibiskupem. Během třicetileté války bylo město s asi pěti sty obyvatel několikrát vypleněno a roku 1639 zapáleno švédskými vojáky. Následkem prodeje královskou komorou roku 1685 se novými správci panství Křivoklát a tím i města Nového Strašecí stali hrabata z Valdštejna a po nich roku 1734 Fürstenberkové. V letech 1811 a 1812 byly části města zničeny dvěma požáry.
Po zrušení patrimoniální správy roku 1848 se Nové Strašecí (Neu Straschitz) stalo sídlem okresního soudu a v roce 1850 součástí správního okresu Slaný. Ve městě, k němuž již náležela i část Pecínov Strašecký, žilo v té době asi 2200 lidí. V roce 1871 byla uvedena do provozu trať Buštěhradské dráhy směřující z Prahy do podkrušnohorských uhelných pánví.
V roce 1864 byl založen čtenářský spolek, jehož stanovy byly schváleny 4. prosince 1864 a heslem spolku bylo „V práci a vědění je naše spasení“ a „Pokrok k lepšímu“. Spolková knihovna se později stala veřejnou obecní knihovnou, kterou v roce 1920 zakoupilo město. V letech 1951–1960 byla Okresní lidovou knihovnou a od roku 1960 je znovu Městskou knihovnou, která je od roku 2004 automatizována systémem Lanius (od roku 1998 sídlí v budově v majetku města v Havlíčkově ulici, v roce 2017 měla ve svém fondu 41 763 svazků knih a periodik a navštěvovalo ji 969 čtenářů). Roku 1869 byla založena místní jednota Sokola a v roce 1894 muzejní spolek. Po první světové válce, která jinak znamenala zastavení hospodářského růstu (škrobárna, později továrna Hamiro na dřevěné hračky), zde vznikl divadelní ochotnický spolek Dalibor a fotbalový klub Viktorie.
Roku 1949 se Nové Strašecí stalo samostatným okresem. V té době bylo poblíž Pecínova započato s těžbou lupku a někdejší ves sestávající ze dvou částí (Pecínov Strašecký a Pecínov Rynholecký) byla zbourána. Zachována zůstala jen osada Vobíralka (něm. Ober Petzinov). Roku 1960 byl okres Nové Strašecí opět zrušen a město bylo přiřazeno k rakovnickému okresu.

### Územněsprávní začlenění

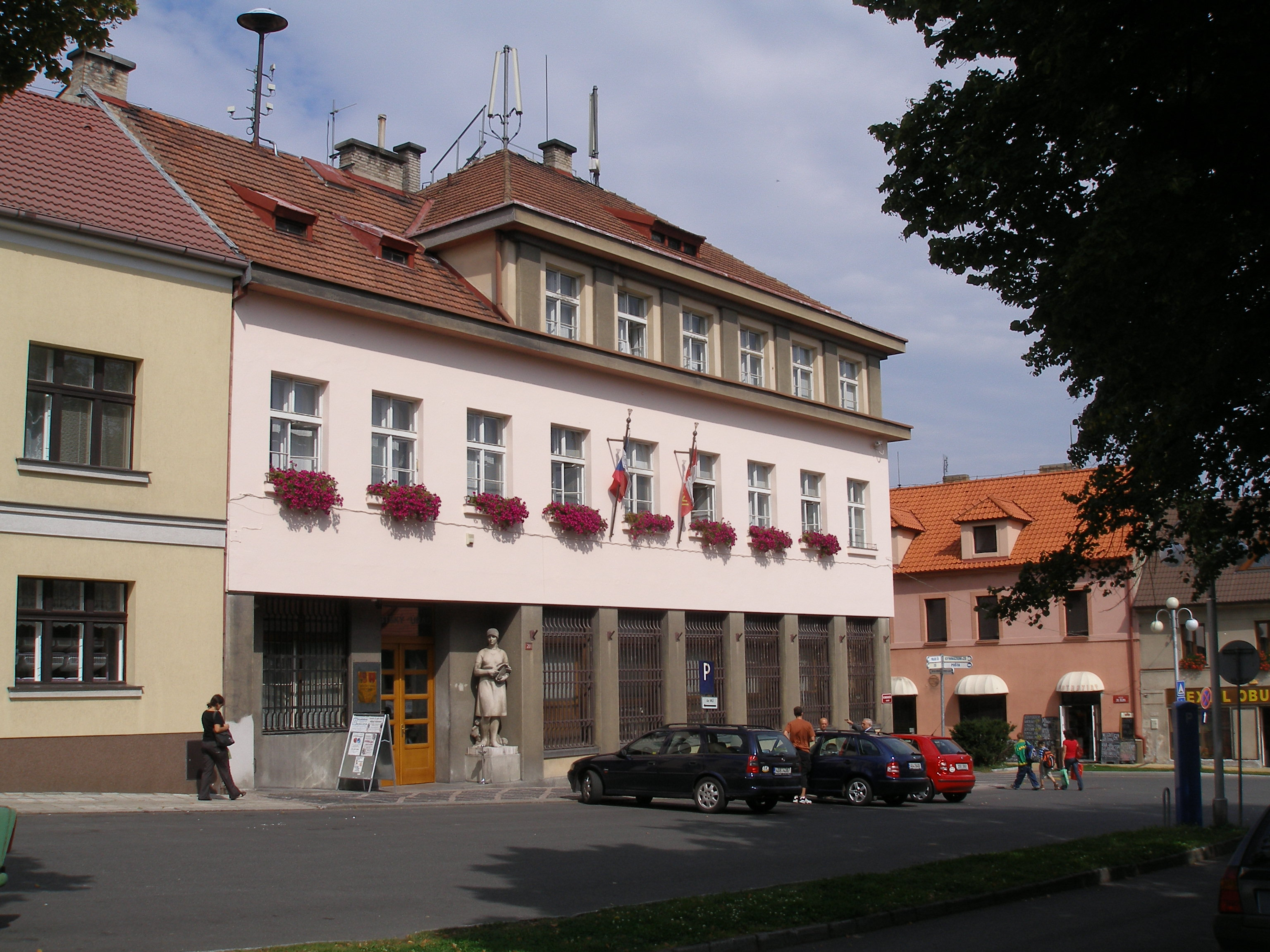
Městský úřad v Novém Strašecí

Dějiny územněsprávního začleňování zahrnují období od roku 1850 do současnosti. V chronologickém přehledu je uvedena územně administrativní příslušnost města v roce, kdy ke změně došlo:
- 1850 země česká, kraj Praha, politický okres Rakovník, soudní okres Nové Strašecí[6]
- 1855 země česká, kraj Praha, soudní okres Nové Strašecí
- 1868 země česká, politický okres Slaný, soudní okres Nové Strašecí
- 1939 země česká, Oberlandrat Kladno, politický okres Slaný, soudní okres Nové Strašecí[7]
- 1942 země česká, Oberlandrat Praha, politický okres Slaný, soudní okres Nové Strašecí[8]
- 1945 země česká, správní okres Slaný, soudní okres Nové Strašecí[9]
- 1949 Pražský kraj, okres Nové Strašecí[10]
- 1960 Středočeský kraj, okres Rakovník
- 2003 Středočeský kraj, obec s rozšířenou působností Rakovník

### Rok 1932
Ve městě Nové Strašecí (přísl. Pecínov, 3257 obyvatel) byly v roce 1932 evidovány tyto živnosti a obchody:
- Instituce a průmysl: poštovní úřad, telegrafní úřad, telefonní úřad, okresní soud, berní úřad, důchodkový kontrolní úřad, četnická stanice, katolický kostel, synagoga, chorobinec, Obchodní grémium, společenstvo hostinských, kovářů, různých živností a živností potravních a oděvních, sbor dobrovolných hasičů, cihelna, továrna na kovové zboží Meva, 2 mlýny, 3 pily, pivovar, Okresní hospodářská záložna, Městská spořitelna, Živnostenská záložna, výroba hospodářských strojů.
- Živnosti a služby: 3 lékaři, 2 zvěrolékaři, 2 advokáti, notář, 6 nákladních autodopravců, 4 autodrožky, biograf Sokol, obecní elektrárna, 2 fotoateliéry, 3 hodináři, 14 hostinců, 2 hotely, hudební škola, knihkupectví, lékárna, 2 restaurace, 3 stavitelé, tesařský mistr, čalounictví, 2 zahradnictví, 2 zedničtí mistři, zubní ateliér.

## Přírodní poměry
Nové Strašecí leží v nadmořské výšce 470 m na jihovýchodní straně přírodního parku Džbán, který dále přechází do Křivoklátských lesů, po levé straně údolí Klíčavy (samotná říčka je od města vzdálená cca 4 km). Ve městě pramení Strašecký potok, na jehož výtoku z města se nachází městská čistička odpadních vod a dále po proudu několik rybníků. Město plánuje revitalizaci Strašeckého potoka, kde hrozí sesuvy půdy, obnovu rybníka Na Konopasu, stejně jako ČOV. Na severovýchodě se zvedá Mackova hora (488 m) a Žalý (506 m), na západě Louštín (537 m).
S Novým Strašecím sousedí na severu Mšec a Mšecké Žehrovice, na severovýchodě Čelechovice, na východě Stochov, na jihovýchodě Vašírov a Rynholec, na jihu Pecínov (součást Nového Strašecí), na jihozápadě Ruda, na západě „U Nádraží“ a na severozápadě Řevničov a Třtice.
Na jihozápadním okraji města leží přírodní rezervace Podhůrka. Druhé chráněné území, přírodní památka Na Novém rybníce, se nachází poblíž nádraží na západním okraji města.

## Obyvatelstvo
| Rok            | 1869  | 1880  | 1890  | 1900  | 1910  | 1921  | 1930  | 1950  | 1961  | 1970  | 1980  | 1991  | 2001  | 2011  | 2021  |
| -------------- | ----- | ----- | ----- | ----- | ----- | ----- | ----- | ----- | ----- | ----- | ----- | ----- | ----- | ----- | ----- |
| Počet obyvatel | 3 169 | 2 998 | 2 953 | 3 029 | 3 352 | 3 257 | 3 302 | 2 895 | 3 451 | 3 294 | 4 449 | 4 996 | 5 054 | 5 054 | 5 706 |
| Počet domů     | 443   | 475   | 488   | 506   | 531   | 569   | 676   | 770   | 838   | 777   | 867   | 1 035 | 1 055 | 1 055 | 1 352 |

## Části města
Město Nové Strašecí se skládá ze dvou částí v katastrálním území Nové Strašecí:
- Nové Strašecí
- Pecínov

## Doprava

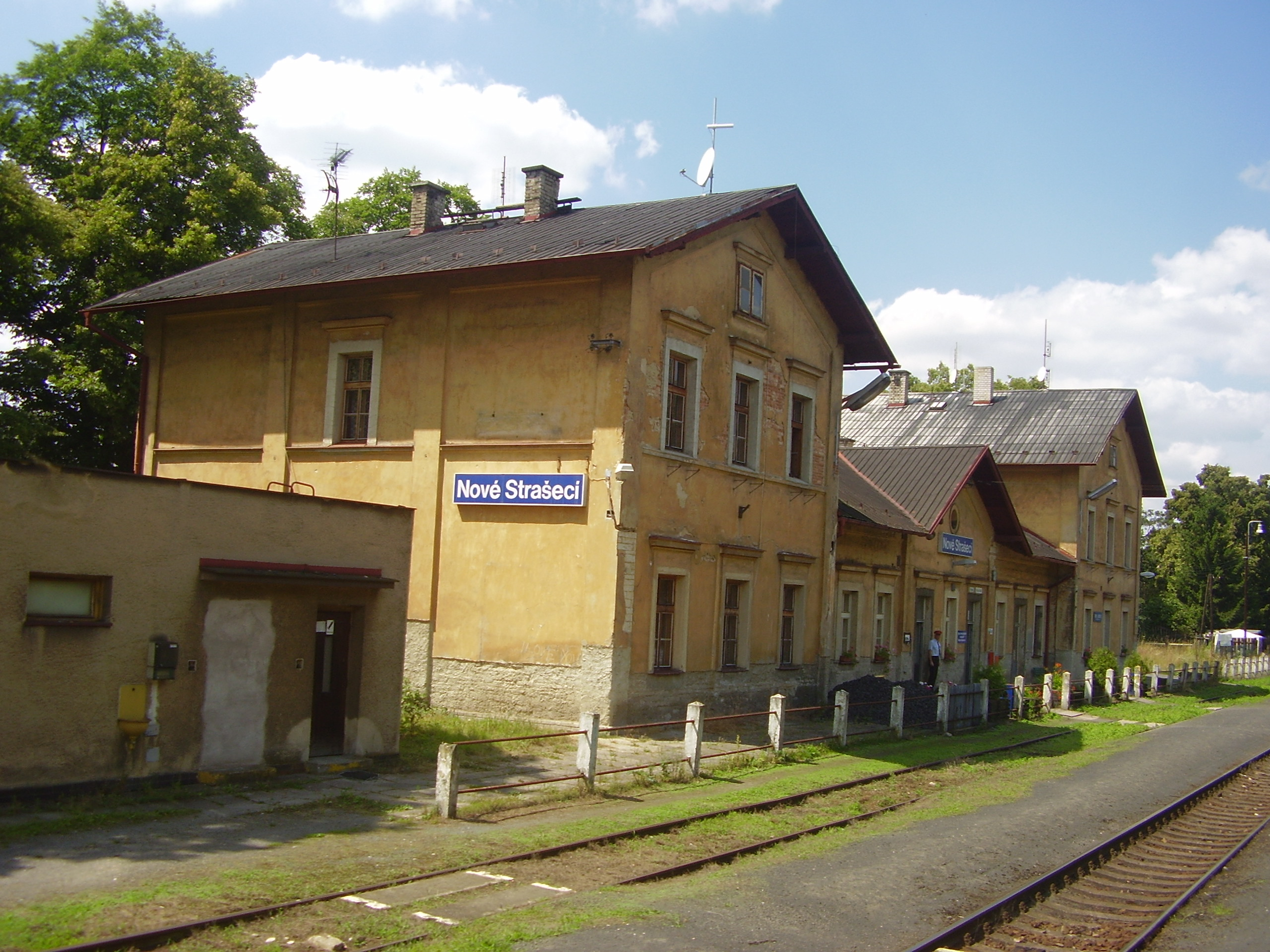
Vlakové nádraží Nové Strašecí

Na severu města vede dálnice D6 / E 48 (exit 32) od Prahy ve směru na Karlovy Vary. Městem prochází také silnice II/237 Rakovník – Nové Strašecí – Mšec – Třebíz a silnice II/606 Pletený Újezd – Stochov – Nové Strašecí – Krušovice.
Na jižní straně města vede železniční trať Praha – Kladno – Rakovník. Je to jednokolejná celostátní trať, doprava byla zahájena roku 1870. Stanice Nové Strašecí se nachází na jihozápadním okraji města pod Mackovou horou. V železniční stanici Nové Strašecí staví 7 párů rychlíků, 1 pár spěšných a 12 párů osobních vlaků.
V západní části katastru města je zemědělské letiště.
Ve městě v roce 2022 zastavují autobusové linky jedoucí např. do těchto cílů: Kladno (linky 600, 619, 625), Praha (linky 304, 305, 405), Rakovník (linky 304, 581, 625), Slaný (linky 586, 590), Lubenec (305), Žatec (405).

## Kultura a sport

### Kulturní zařízení

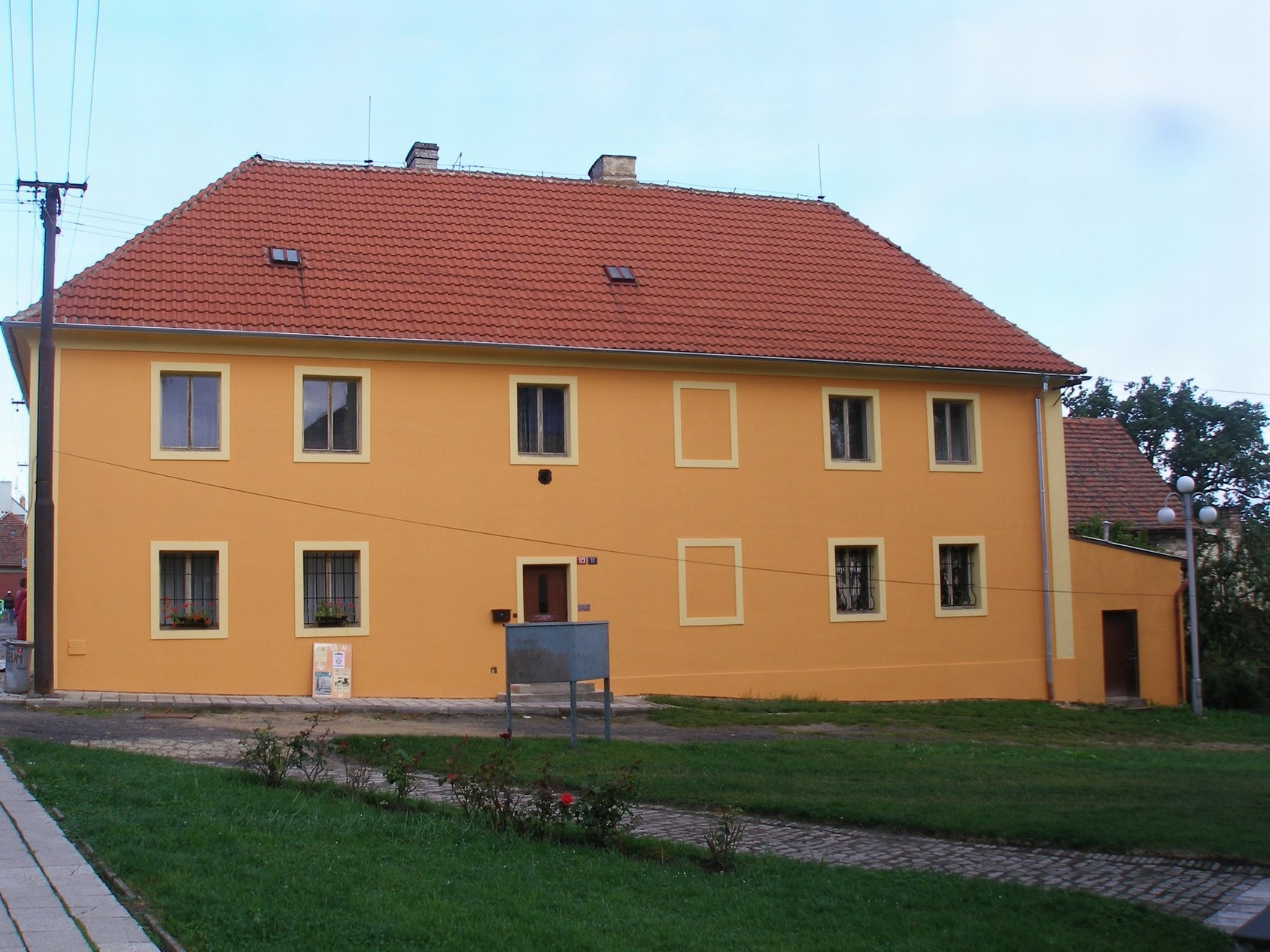
Muzeum v Novém Strašecí

- Kulturní dům s koncertním sálem
- Muzeum Nové Strašecí
- Music Pub Roh – Na Růžku
- ZUŠ – Dvoreček
- Městská knihovna Nové Strašecí

Každoročně v srpnu se v Novém Strašecí koná mezinárodní soutěž ve hře na lesní roh „Hornclass“.

### Školy
- 4 mateřské školy
- 1 základní škola

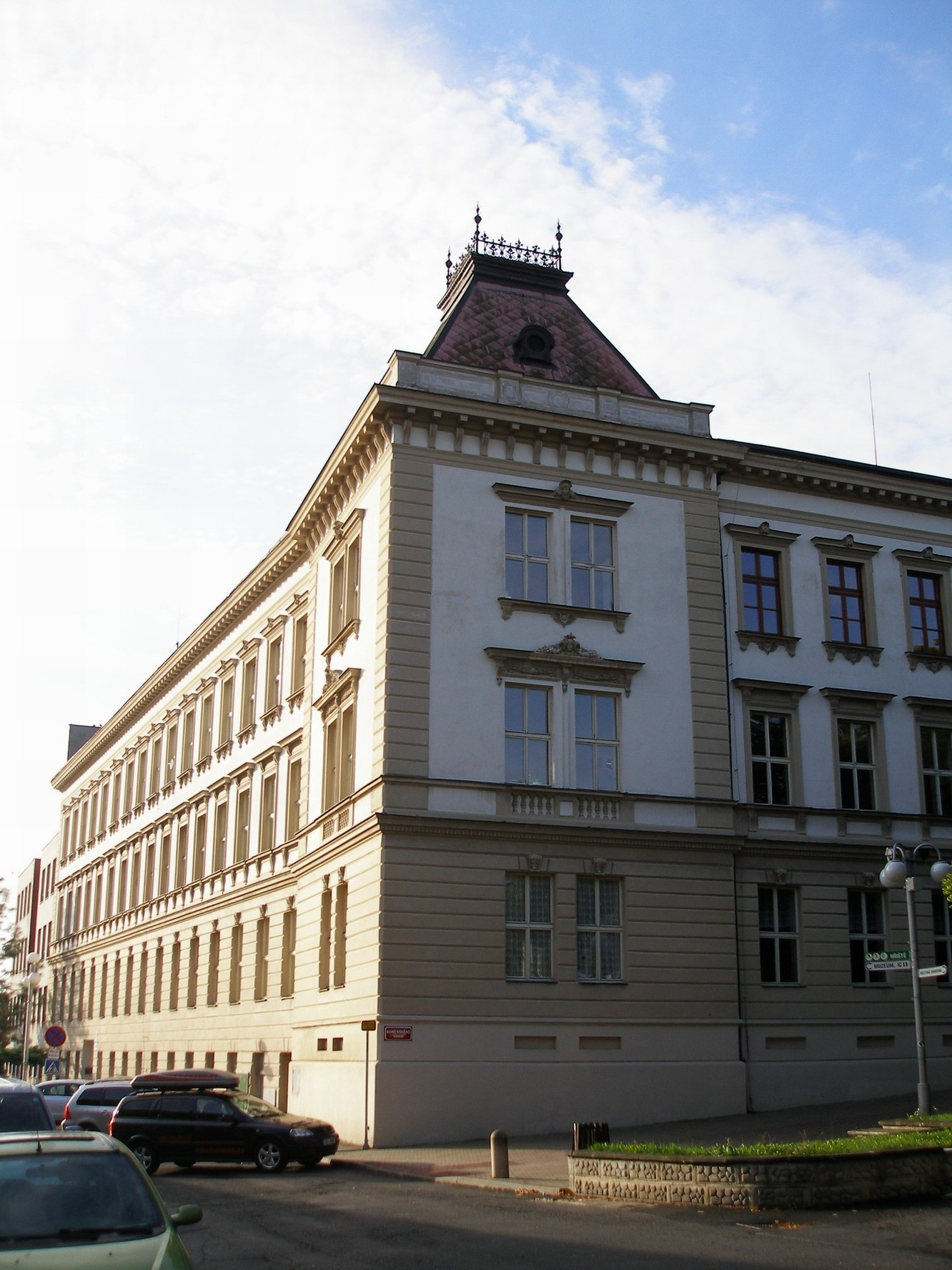
Budova gymnázia J. A. Komenského

- Střední odborné učiliště, nabízející obory automechanik a opravář zemědělských strojů
- Gymnázium J. A. Komenského
- Základní umělecká škola

### Zdravotnická zařízení
- poliklinika
- veterinární klinika

### Sport
- fotbalové hřiště
- sportovní hala BIOS
- posilovny
- hřiště na volejbal a plážový volejbal
- minigolfové hřiště
- bowlingová dráha
- hřiště na hokejbal
- atletické sportoviště

## Pamětihodnosti

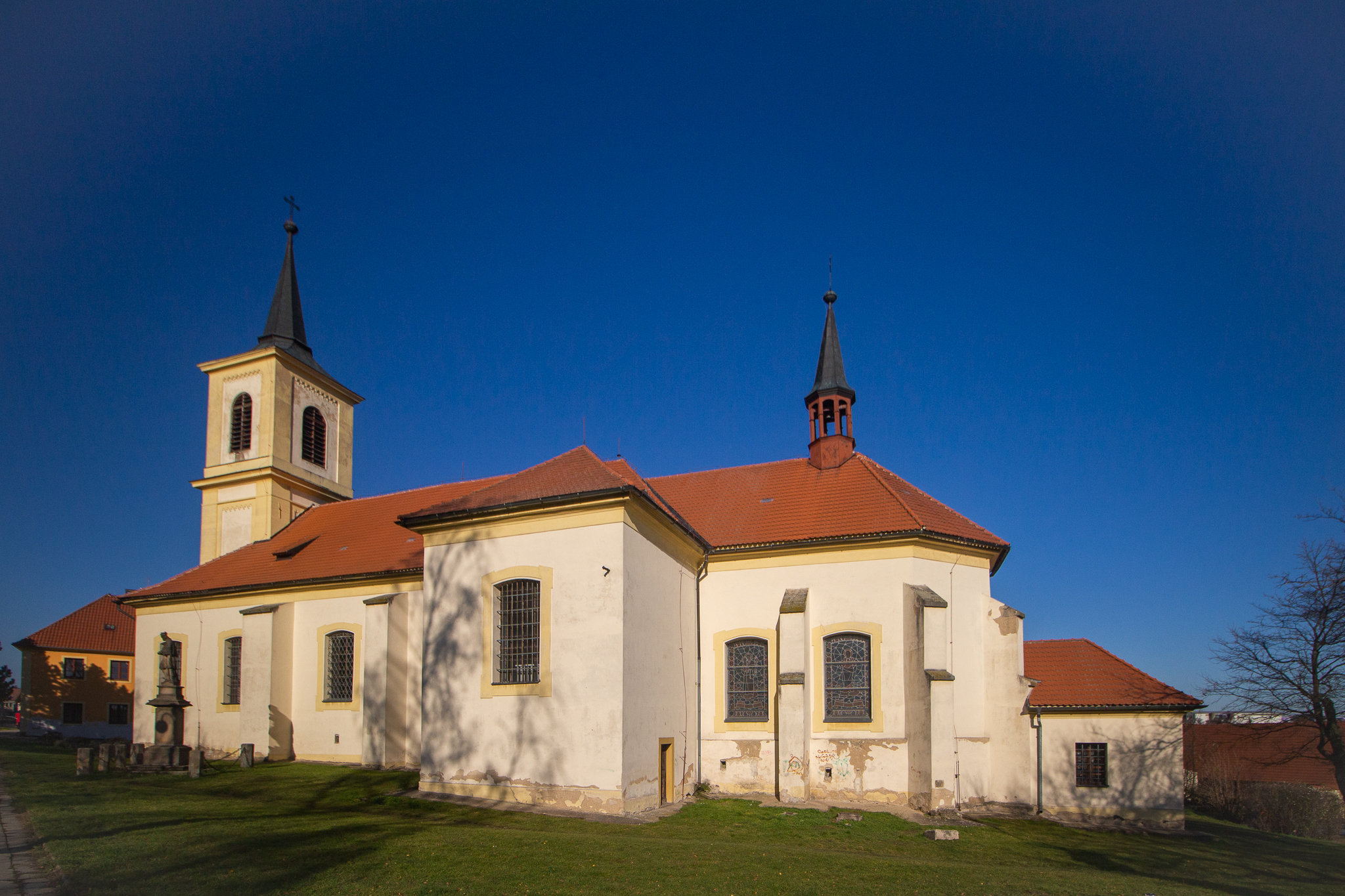
Kostel Narození Panny Marie

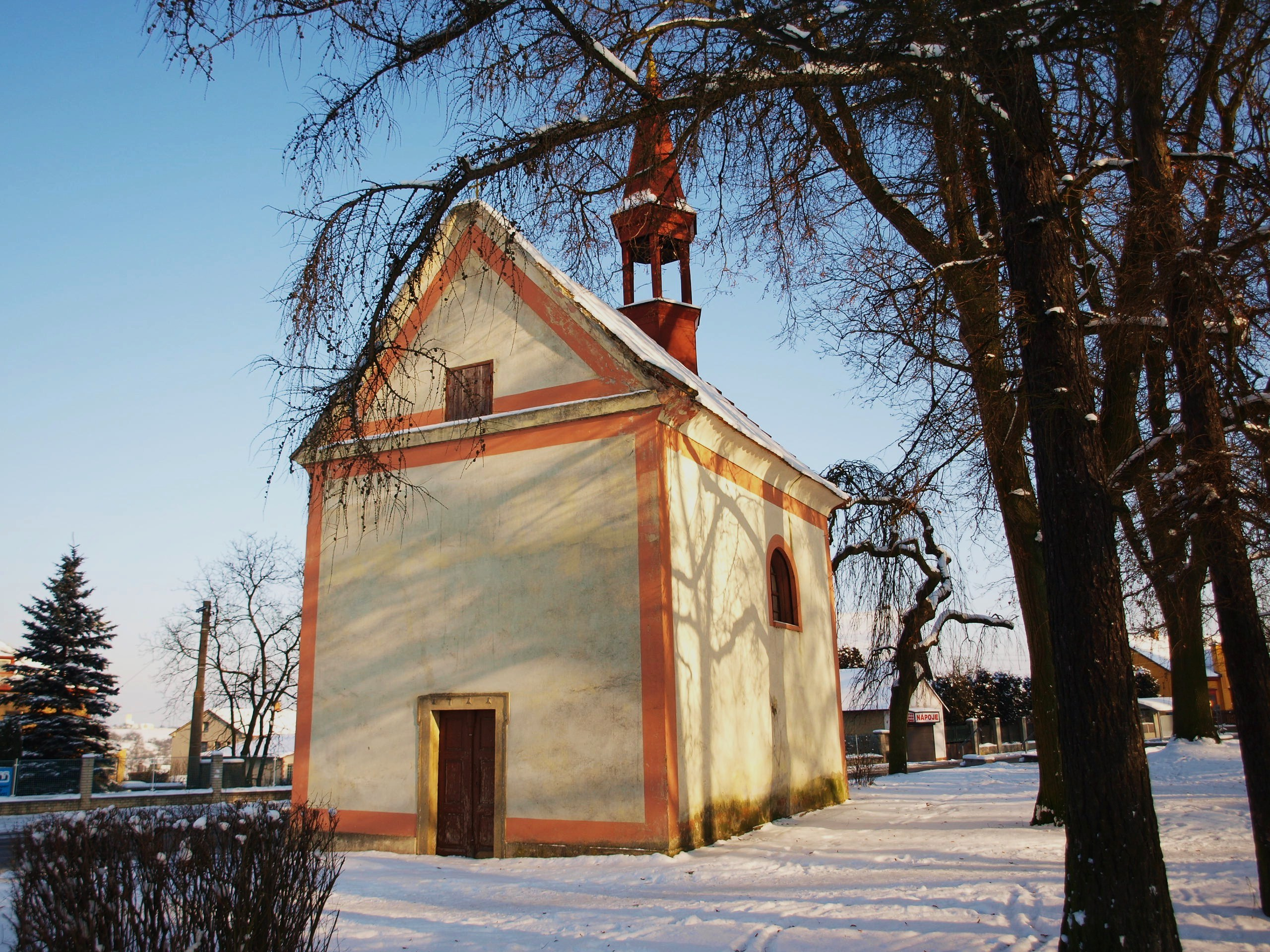
Kaple sv. Isidora z roku 1711

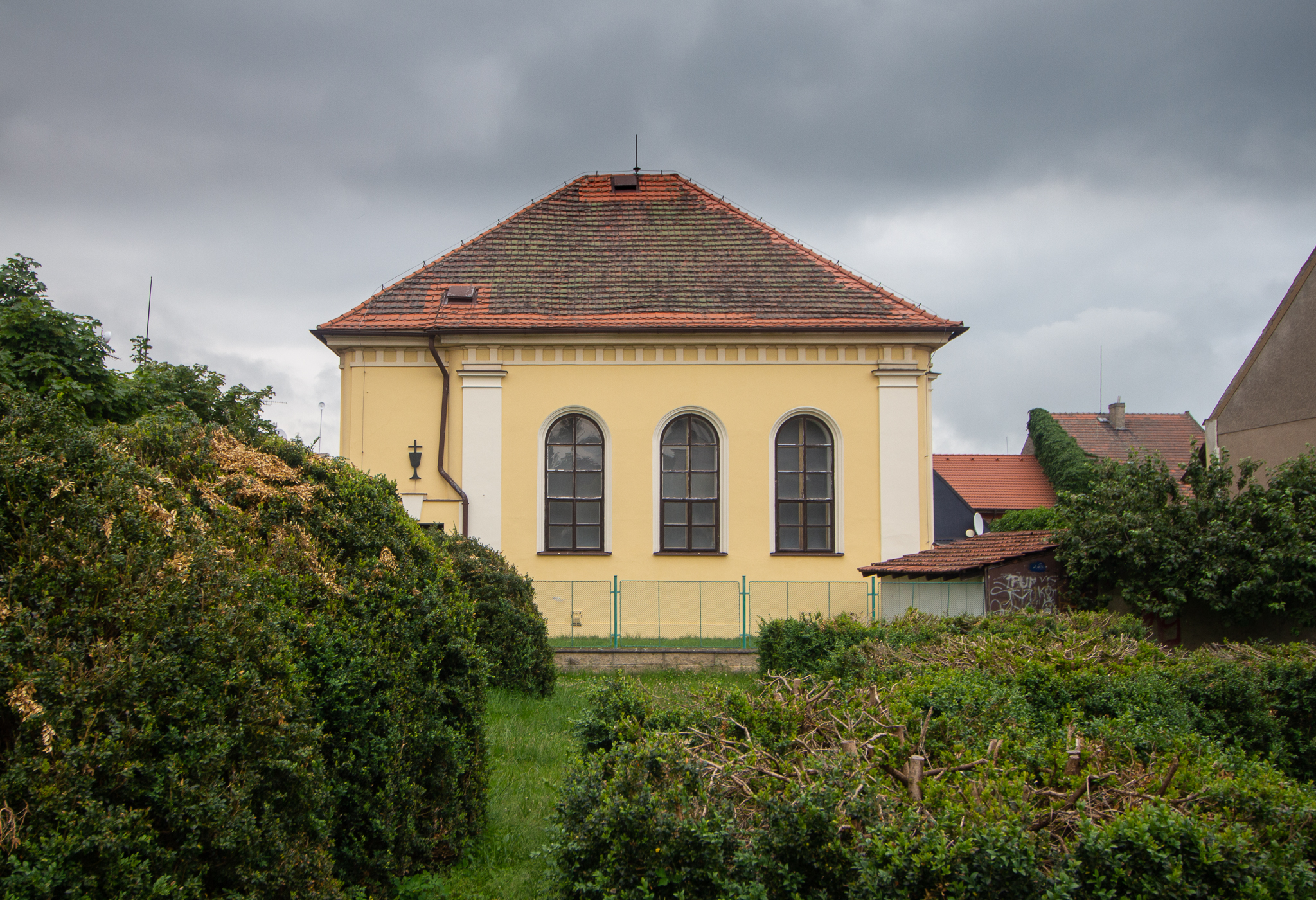
Někdejší synagoga, dnešní modlitebna čs. církve husitské

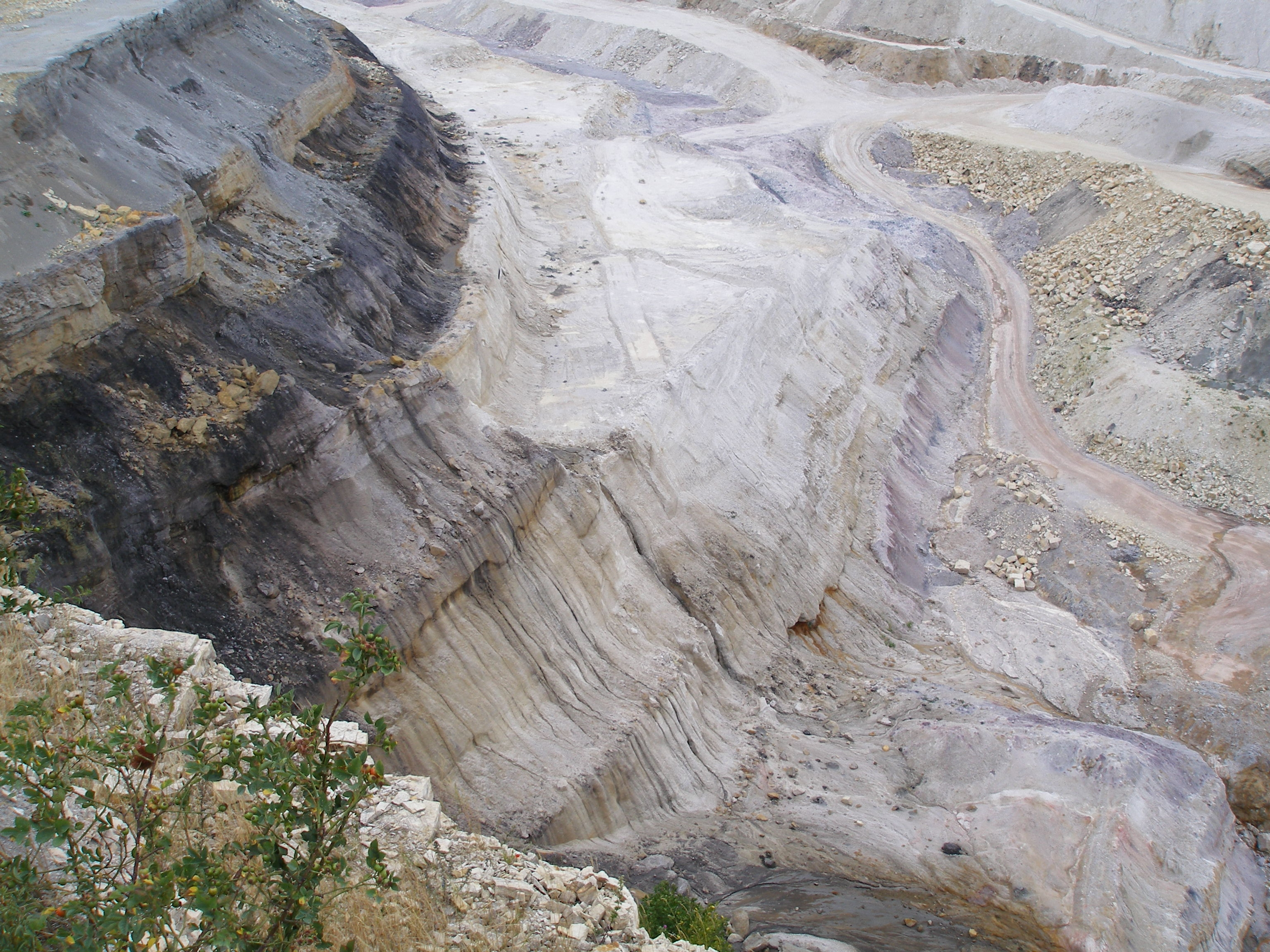
Povrchový důl (těžba lupku, kaolinu)

Geografickým i společenským a kulturním středem města je Komenského náměstí, kde se nachází městský úřad a také budova někdejší radnice s věží a hodinami, která je dominantou celého náměstí. Je zde množství obchodů, restauračních zařízení apod.
- Původní radnice (č.p. 189) je renesanční patrová budova s hranolovou věží. V horních místnostech zasedala městská rada, v přízemí byl hostinec a šatlava. V současnosti zde sídlí umělecká škola.
- Současný městský úřad (č.p. 201) sídlí v někdejší budově hospodářské záložny. Po roce 1949, kdy město Nové Strašecí bylo samostatným okresem (1949–1960), zde sídlila pobočka Státní banky československé.
- Gymnázium J. A. Komenského (č.p. 209) bylo postaveno roku 1879.
- Kostel Narození Panny Marie postavený v gotickém slohu, byl roku 1553 renesančně přestavěn a v roce 1707 zbarokizován. Dnešní podoba je z rekonstrukce v letech 1837–1840.
- Kaple sv. Isidora byla postavena roku 1711. Zrušena byla výnosem císaře Josefa II., ale roku 1830 obnovena.
- Husův sbor, kostel husitské církve československé vznikl zrestaurováním židovské novostrašecké synagogy roku 1953.
- Fara
- Židovský hřbitov
- Rodný dům Leopolda Kochmana (1847–1919), českého novináře
- Keramická továrna, hrnčířská dílna p. Volfa
- Rozhledna na Mackově hoře
- Kaplička Nejsvětější Trojice na Mackově hoře
- Kaplička Panny Marie a stará lípa v polích

V jižní části obce (Pecínov) se nachází plošně rozsáhlé důlní dílo na zpracování a výrobu lupku (firma ČLUZ – České lupkové závody).

## Osobnosti
- Václav Jiří Dundr (1811–1872), spisovatel
- Marek Gengel (* 17. 9. 1995), český tenista
- Vojtěch Kuchynka (1871–1942), český kontrabasista, sbormistr a hudební skladatel
- David Laňka (* 8. 9. 1974), spisovatel
- Josef Neumann (1852–1915), český železniční inženýr, úředník státních drah a politik, na počátku 20. století poslanec Říšské rady
- Viktor Oliva (1861–1928) český malíř a ilustrátor období pozdního historismu, impresionismu a secese
- Jaromír Spal (1916–1981), český herec
- František Vacek (1858–1940), katolický kněz a historik

## Partnerská města
- Welden, Německo